# Skorpion
"Skorpion" (do češtiny přeloženo jako Štír nebo Škorpion) je singl estonské dívčí skupiny Urban Symphony. Premiéru skladby se uskutečnila 12. března 2010 při finále Eesti Laul. Skladatelem a producentem je Sven Lõhmus.

## Žebříčky
| Žebříček (2010)        | Nejvyšší pozice |
| ---------------------- | --------------- |
| Estonian Airplay Chart | 11              |